# A4 (pattugliatore)
Lo A4 (Patrouilleur A4) fu un piccolo peschereccio navale che operava nel Belgio durante la seconda guerra mondiale. Originariamente costruito per la Royal Navy britannica, come HMS John Ebbs, la nave si distinse per il suo ruolo nell'evacuare le riserve d'oro del Belgio in Inghilterra durante l'invasione tedesca del Belgio nel maggio 1940. Il successo dell'operazione non solo permise al governo in esilio del Belgio di finanziare le proprie attività, ma privò gli occupanti tedeschi di una risorsa importante per sostenere il loro sforzo bellico. Dopo la resa del Belgio, la nave e l'equipaggio s'internarono nella Spagna neutrale. Nel 1946, la nave e l'equipaggio vennero liberati e la nave venne disarmata subito dopo.

## Storia
La Pilote 4 (più tardi rinominata Patrouilleur A4) venne acquistata dal Corps de Marine belga nel 1920, avendo precedentemente servito nella Royal Navy britannica durante la prima guerra mondiale come HMS John Ebbs(FY3566). La nave era un peschereccio adattato al pattugliamento marittimo della classe Mersey, costruito da Cochranes a Selby, North Yorkshire, e venne varata il 2 ottobre 1917. Dislocando 334 long ton (339 t), la nave era lunga 148 piedi (45 m), e aveva un pescaggio di 4,5 metri (15 ft). Dotata di motori che erano in grado di produrre 600 cavalli vapore britannici (450 kW), poteva viaggiare tra i 9 e i 10 nodi. Con un complemento di 27 uomini, i belgi armarono la nave con due mitragliatrici Maxim sul ponte e un cannone da 47 mm a poppa. Nel 1939, l'A4 era in attesa di essere demolita, ma il deteriorarsi della situazione internazionale provocato dall'espansionismo tedesco portò alla sua riattivazione da parte del Ministero della Difesa Nazionale.
A causa dello stato neutrale del Belgio nelle prime fasi della seconda guerra mondiale, l'A4 ebbe grandi tricolori belgi dipinti su entrambi i lati dello scafo, così come la parola "BELGIË"(olandese per "Belgio") in bianco, per evitare che venisse scambiata per una nave belligerante. Dopo che il Belgio venne invaso dalle forze tedesche il 10 maggio 1940, non venne ridipinta.

## Evacuazione dell'oro belga
Durante il periodo tra le due guerre, il Belgio aveva creato una moneta basata sull'oro, chiamata Belga, che scorreva parallela al franco belga. Il Belga era destinato al commercio internazionale e fece sì che la Banca Nazionale del Belgio accumulasse ingenti riserve d'oro, pari a circa 600 tonnellate nel 1940.
Durante le crescenti tensioni internazionali negli anni 1930, il governo belga cominciò a muovere grandi quantità di oro verso gli Stati Uniti, la Gran Bretagna ed il Canada, ma venne costretto a conservare parte dell'oro nel paese per mantenere il valore del Belga.
Nel momento in cui i tedeschi invasero il Belgio nel maggio 1940, c'erano ancora 40 tonnellate di oro lasciate in Belgio, tenute presso la sede della banca nel porto di Ostenda. L'unica nave disponibile nell'area era l'A4, comandata dal sottotenente di vascello Van Vaerenbergh. Il 19 maggio 1940, la nave venne caricata con l'oro e, evitando Dunkerque che veniva bombardata dalla Luftwaffe, si diresse verso la costa britannica, accompagnata dalla nave pilota P16 (la ex MLB 16 della Marine Administration) che trasportava profughi. Approdata sul Tamigi ed ispezionata dal British Naval Control Service, venne immediatamente dirottata su Folkestone e poi Dartmouth, e non è chiaro se le autorità portuali britanniche conoscessero da subito la natura del carico, percorrendo un Canale della Manica minato e pattugliato dagli U-Boot. Dopo essere stato trasferita da un porto all'altro a causa delle preoccupazioni per la sicurezza a bordo durante lo scarico, l'oro sbarcò a Plymouth il 26 maggio, due giorni prima della resa del Belgio. L'oro venne finalmente depositato presso la Bank of England. l'A4 sbarcò anche Hubert Ansiaux, il funzionario incaricato di sovrintendere all'evacuazione dell'oro in Inghilterra e  il futuro governatore della Banca nazionale.
Il fatto che così tanto oro belga era stato salvato prima dell'occupazione tedesca permise al governo in esilio del Belgio di finanziare le proprie operazioni, a differenza di molti altri governi in esilio che dovettero fare affidamento sul sostegno finanziario britannico.

## Conseguenze
Dopo lo scarico dell'oro, la nave venne dapprima inviata ad assistere l'evacuazione della British Expeditionary Force da Dunkerque, poi l'ordine venne revocato e la nave inviata a trainare due rimorchiatori belgi a Dartmouth. Successivamente venne inviata insieme ad altre unità minori a Lorient ed incorporate nel 5 eme Groupe de Patrouilleurs francese; in vista della caduta le navi Alleate della zona vennero formate in convoglio ed inviate verso i porti del Nord Africa in mano francese, ma la scarsità di cibo, acqua e carburante costrinse alcune navi tra cui la A4 a fare rotta dapprima per il porto francese di St. Jean de Luz da dove ripartirono per evitare la cattura, e poi per un porto spagnolo. L'equipaggio della A4 portò la nave a Bilbao nella Spagna neutrale per evitare di dover tornare in Belgio e diventare prigionieri di guerra tedeschi. Arrivarono in Spagna il 26 giugno e trascorsero il resto della guerra internati. Il controllo della nave venne restituito al Belgio nel 1946, e la nave reimpiegata nel suo ruolo originale di pilotina, e venne disarmata nel 1948.
Per il suo ruolo nell'evacuazione dell'oro, il sottotenente di vascello Van Vaerenbergh venne premiato con l'Ordine di Leopoldo II.